# Bagneux (Hauts-de-Seine)
Bagneux è un comune francese di 38 799 abitanti situato nel dipartimento di Hauts-de-Seine nella regione dell'Île-de-France. Il territorio comunale ospita un cimitero gestito da Parigi.

## Società

### Evoluzione demografica
Abitanti censiti